# Sveti Klement
Sveti Klement (česky Svatý Klement) je neobydlený ostrov v chorvatské části Jaderského moře; administrativně spadá do Splitsko-dalmatské župy. Má rozlohu 5,28 km² a jedná se o největší z Paklených ostrovů, skupiny malých ostrovů ve střední Dalmácii, jižně od Hvaru. Pobřeží ostrova je dlouhé 29,89 km.
Pobřeží ostrova je skalnaté a neúrodné, vnitrozemí je částečně pokryto makchiemi. Na ostrově se nacházejí tři nepravidelně osídlené osady Palmižana, Momića Polje a Vlaka. V Palmižaně se nachází marina, provozovaná společností ACI Club a otevřena od března do října.
Sveti Klement je velmi oblíbenou turistickou destinací. Kromě mariny se zde nachází několik restaurací a lounge bar. Jedná se o populární místo k uzavírání sňatků pro mnoho párů z celého světa.